# Steinbach (Michelstadt)
Steinbach ist ein Stadtteil von Michelstadt im südhessischen Odenwaldkreis. Überregional bekannt ist der Ort durch die Einhardsbasilika und Schloss Fürstenau.

## Geographie
Das geschlossene Dorf mit regelhaftem Grundriss Steinbach liegt im Buntsandstein-Odenwald, ca. 3 km nördlich von Erbach und einen km nordwestlich der Kernstadt. Das Gebiet des Stadtteils besteht aus der Gemarkung Steinbach mit einer Fläche von 741 Hektar, davon sind 275 Hektar Wald. Der Ort entwickelte sich um die Einhardsbasilika und das Schloss Fürstenau. Die Ortslage befindet sich auf 200 bis 237 m ü. NHN und der höchste Punkt der Gemarkung liegt mit 345 m etwas östlich des Zeller Kopfs. In der Gemarkung liegen die folgenden aktuellen bzw. historischen Siedlungsplätze:
- Weiler Asselbrunn[4]
- Bahnwärterhaus Eulbacher Forst[5]
- Schloss Fürstenau[6]
- Hof Unterer Hammer[7]
- Benediktinerkloster Steinbach - Michelstadt[8]
- Benediktinerinnenkloster Michelstadt-Steinbach[9] (Kloster von 1179 bis 1232)
- Schloss Fürstenau[10]

An den Stadtteil Steinbach grenzen, von Norden beginnend, im Uhrzeigersinn, der Stadtteil Zell der Stadt Bad König, die Michelstädter Stadtteile Weiten-Gesäß, die Kernstadt, Steinbuch und Rehbach. Durch den Ort verläuft die Bundesstraße 45, die von der Kernstadt kommend über Rehbach nach Beerfelden verläuft.

## Geschichte

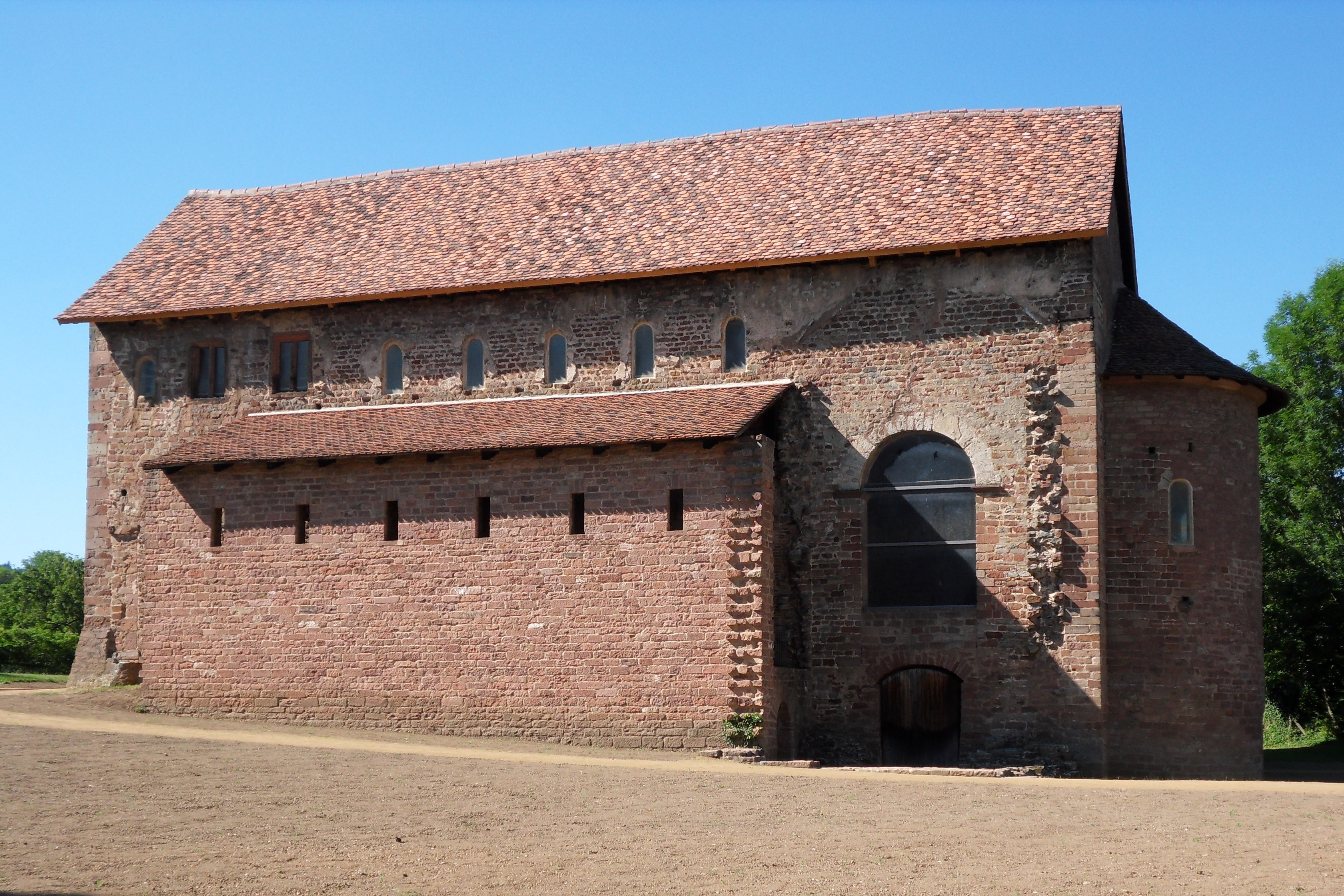
Die Einhardsbasilika, das Wahrzeichen von Steinbach

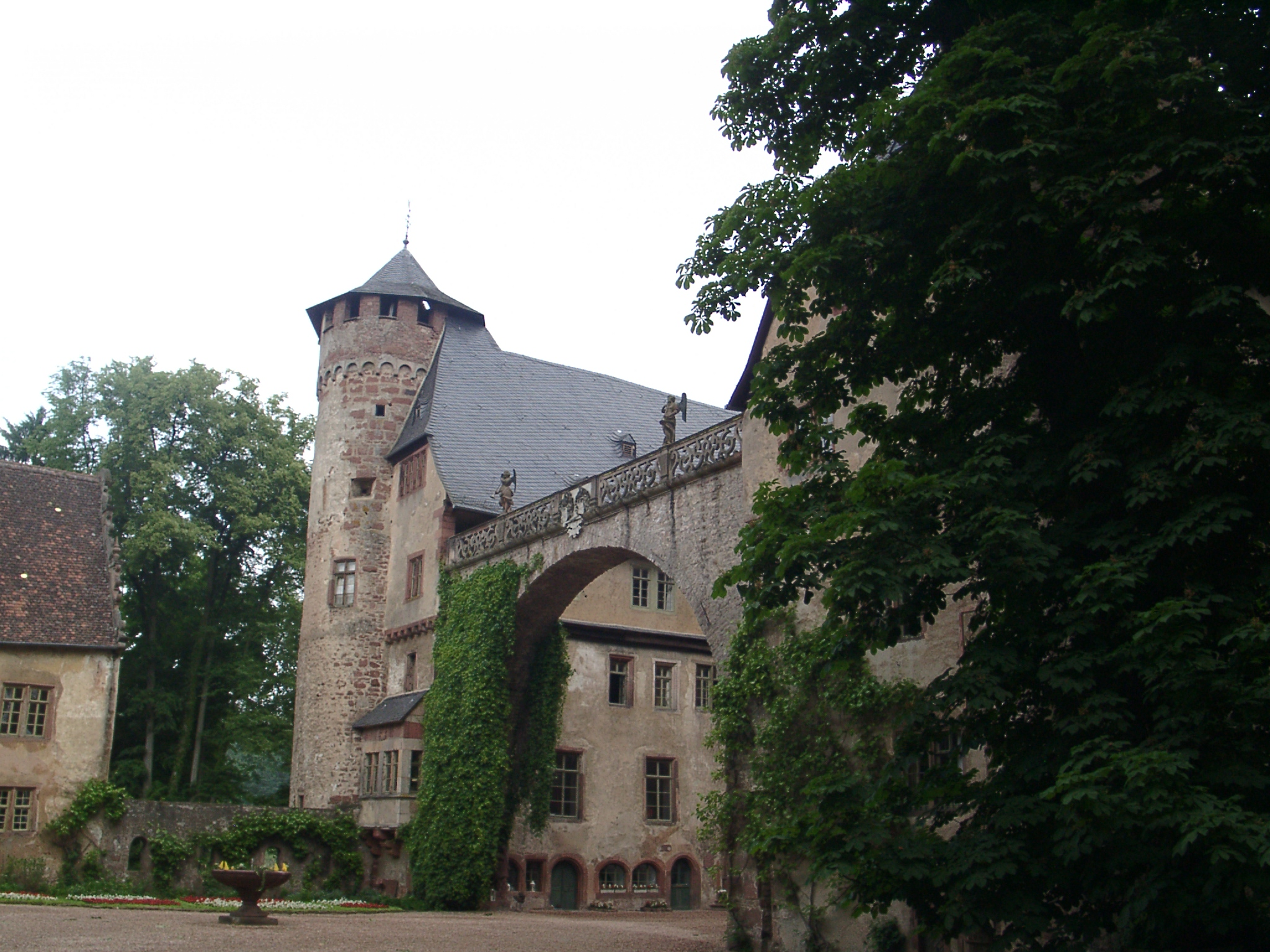
Schloss Fürstenau

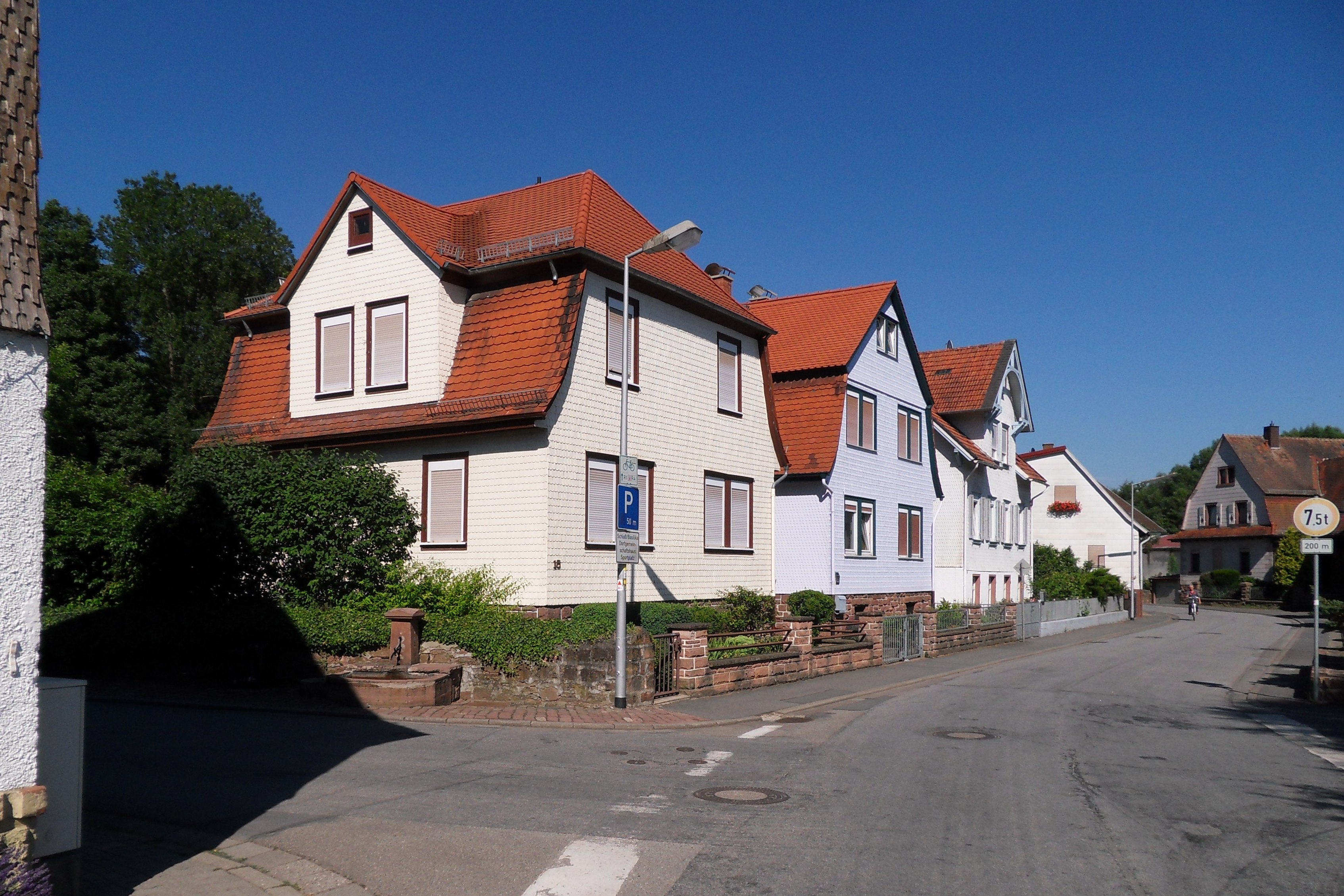
Schloßstraße mit Laufbrunnen

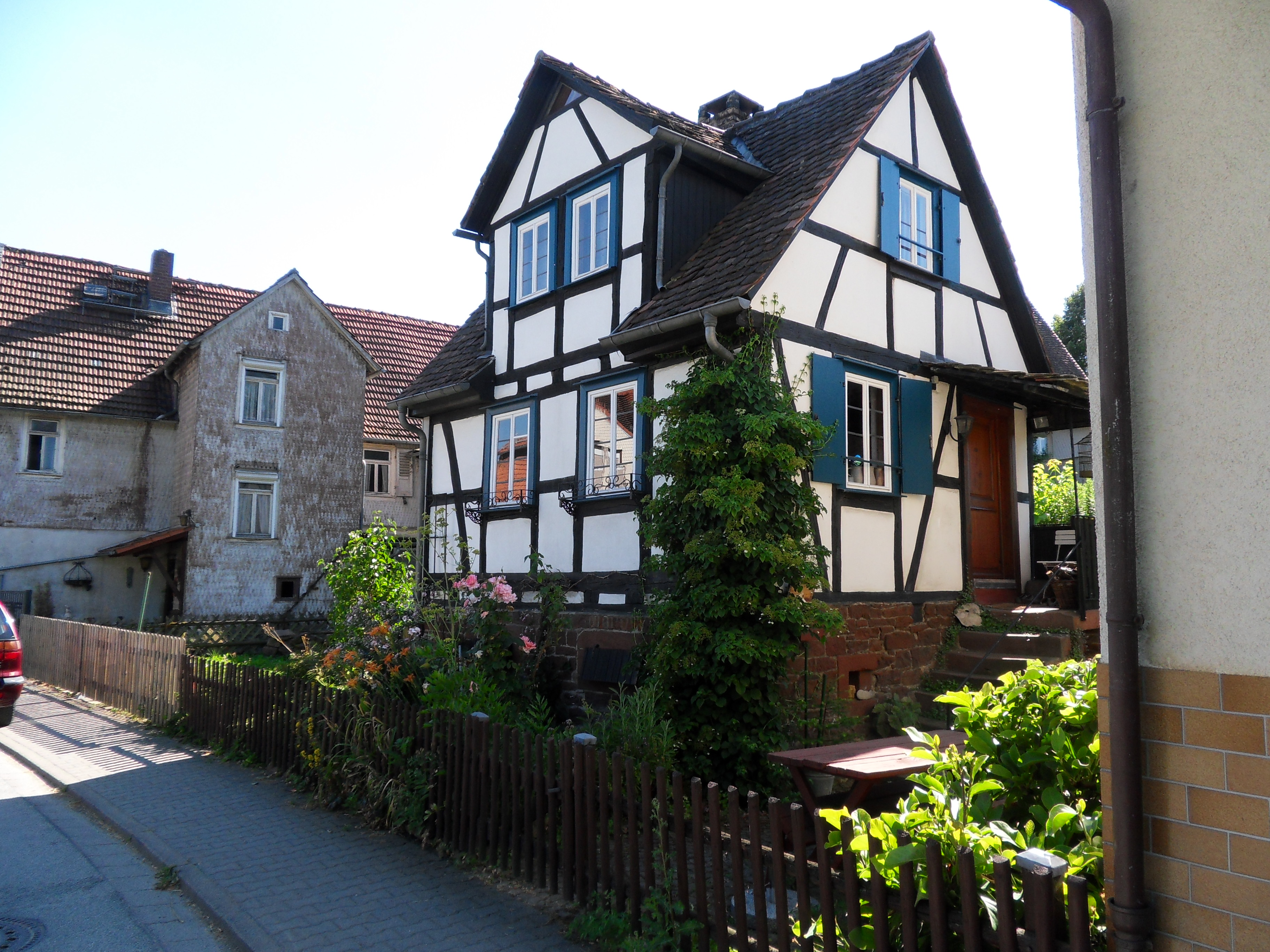
Denkmalgeschütztes Tagelöhnerhaus aus Fachwerk in der Einhardstraße

### Mittelalter
Besiedelt war der Ort schon in römischer Zeit. Im Frühmittelalter stand hier vermutlich ein Gehöft, an dessen Stelle Einhard einen neuen baulichen Komplex mit einer 827 fertiggestellten Basilika errichten ließ. Die älteste erhalten gebliebene urkundliche Erwähnung als Steinbach steht im Lorscher Codex und datiert von 1095. Sie bezeugt der Cella Michelstadt den dortigen Besitz einer Hube. 1310 wurde hier erstmals die Burg erwähnt, deren Nachfolger das Schloss Fürstenau ist. Um Burg und Basilika herum entwickelte sich das Dorf.

### Neuzeit
Steinbach gehörte zum Amt Fürstenau der Grafschaft Erbach-Fürstenau, die mit der Mediatisierung 1806 Teil des Großherzogtums Hessen wurde. Ab 1822 gehörte Steinbach zum Landratsbezirk Erbach, ab 1852 zum Kreis Erbach (ab 1939: „Landkreis Erbach“), der – mit leichten Grenzberichtigungen – seit 1972 Odenwaldkreis heißt. Zum 1. Oktober 1936 wurde die nördlich angrenzende Gemeinde Asselbrunn nach Steinbach eingegliedert.
Zum 1. August 1972 wurde Steinbach im Zuge der Gebietsreform in Hessen auf freiwilliger Basis in die Stadt Michelstadt eingegliedert. Wie für jede nach Michelstadt eingegliederte Gemeinde wurde auch für Steinbach ein Ortsbezirk eingerichtet.

### Gerichte
Bis zur Trennung der Rechtsprechung von der Verwaltung sind die Ämter neben der Verwaltung für die Rechtsprechung (meist Niedere Gerichtsbarkeit bzw. Erste Instanz) zuständig.
Bis 1820 lag Steinbach im Bereich des Zentgerichts Michelstadt. In der Landgrafschaft Hessen-Darmstadt wurde mit Ausführungsverordnung vom 9. Dezember 1803 das Gerichtswesen neu organisiert. Für das Fürstentum Starkenburg (ab 1815 Provinz Starkenburg) wurde das „Hofgericht Darmstadt“ eingerichtet. Es war für normale bürgerliche Streitsachen Gericht der zweiten Instanz, für standesherrliche Familienrechtssachen und Kriminalfälle die erste Instanz. Die Rechtsprechung der ersten Instanz wurde weiter durch die Ämter, hier das Standesherrliches Amt Füstenau ausgeübt.
Mit Bildung der Landgerichte im Großherzogtum Hessen war ab 1822 das Landgericht Michelstadt das Gericht erster Instanz. Die zweite Instanz war weiter das Hofgericht Darmstadt. In der erstinstanzlichen Rechtsprechung wechselte die Zuständigkeit:
- 1879: Amtsgericht Michelstadt; zweite Instanz: Landgericht Darmstadt

### Verwaltungsgeschichte im Überblick
Die folgende Liste zeigt die Staaten und Verwaltungseinheiten, denen Steinbach angehört(e):
- 815: Mark Michelstadt
- vor 1718: Heiliges Römisches Reich, Grafschaft Erbach, Amt Michelstadt (Zent Michelstadt)
- ab 1718: Heiliges Römisches Reich, Grafschaft Erbach (Erbach-Fürstenauer Linie), Amt Fürstenau
- ab 1806: Großherzogtum Hessen (Souveränitätslande),[Anm. 2] Fürstentum Starkenburg, Amt Fürstenau (zur Standesherrschaft Erbach gehörig)
- ab 1815: Großherzogtum Hessen (Souveränitätslande), Provinz Starkenburg, Amt Fürstenau (zur Standesherrschaft Erbach gehörig)
- ab 1820: Großherzogtum Hessen, Provinz Starkenburg, standesherrliches Amt Fürstenau
- ab 1822: Großherzogtum Hessen, Provinz Starkenburg, Landratsbezirk Erbach[Anm. 3]
- ab 1848: Großherzogtum Hessen, Regierungsbezirk Erbach
- ab 1852: Großherzogtum Hessen, Provinz Starkenburg, Kreis Erbach
- ab 1871: Deutsches Reich,[Anm. 4] Großherzogtum Hessen, Provinz Starkenburg, Kreis Erbach
- ab 1918: Deutsches Reich, Volksstaat Hessen,[Anm. 5] Provinz Starkenburg, Kreis Erbach
- ab 1938: Deutsches Reich, Volksstaat Hessen, Landkreis Erbach[18][Anm. 6]
- ab 1945: Amerikanische Besatzungszone,[Anm. 7] Groß-Hessen, Regierungsbezirk Darmstadt, Landkreis Erbach
- ab 1946: Amerikanische Besatzungszone, Hessen, Regierungsbezirk Darmstadt, Landkreis Erbach
- ab 1949: Bundesrepublik Deutschland, Hessen, Regierungsbezirk Darmstadt, Landkreis Erbach
- ab 1972: Bundesrepublik Deutschland, Hessen, Regierungsbezirk Darmstadt, Odenwaldkreis, Stadt Michelstadt[Anm. 8]

## Bevölkerung

### Einwohnerstruktur 2011
Nach den Erhebungen des Zensus 2011 lebten am Stichtag dem 9. Mai 2011 in Steinbach 2049 Einwohner. Darunter waren 105 (5,1 %) Ausländer.
Nach dem Lebensalter waren 312 Einwohner unter 18 Jahren, 789 zwischen 18 und 49, 498 zwischen 50 und 64 und 441 Einwohner waren älter. Die Einwohner lebten in 888 Haushalten. Davon waren 255 Singlehaushalte, 285 Paare ohne Kinder und 249 Paare mit Kindern, sowie 75 Alleinerziehende und 24 Wohngemeinschaften. In 192 Haushalten lebten ausschließlich Senioren und in 591 Haushaltungen lebten keine Senioren.

### Einwohnerentwicklung
- 1623: 39 Häuser mit 152 Einwohnern[3]

| Steinbach: Einwohnerzahlen von 1829 bis 2024 | Steinbach: Einwohnerzahlen von 1829 bis 2024 | Steinbach: Einwohnerzahlen von 1829 bis 2024 | Steinbach: Einwohnerzahlen von 1829 bis 2024 | Steinbach: Einwohnerzahlen von 1829 bis 2024 |
| --- | -------------------------------------------- | -------------------------------------------- | -------------------------------------------- | -------------------------------------------- |
| Jahr |                                              |                                              |                                              | Einwohner                                    |
| 1829 | 1829                                         |                                              | 1.012                                        | 1.012                                        |
| 1834 | 1834                                         |                                              | 1.215                                        | 1.215                                        |
| 1840 | 1840                                         |                                              | 1.352                                        | 1.352                                        |
| 1846 | 1846                                         |                                              | 1.387                                        | 1.387                                        |
| 1852 | 1852                                         |                                              | 1.457                                        | 1.457                                        |
| 1858 | 1858                                         |                                              | 1.353                                        | 1.353                                        |
| 1864 | 1864                                         |                                              | 1.285                                        | 1.285                                        |
| 1871 | 1871                                         |                                              | 1.233                                        | 1.233                                        |
| 1875 | 1875                                         |                                              | 1.248                                        | 1.248                                        |
| 1885 | 1885                                         |                                              | 1.202                                        | 1.202                                        |
| 1895 | 1895                                         |                                              | 1.242                                        | 1.242                                        |
| 1905 | 1905                                         |                                              | 1.322                                        | 1.322                                        |
| 1910 | 1910                                         |                                              | 1.355                                        | 1.355                                        |
| 1925 | 1925                                         |                                              | 1.385                                        | 1.385                                        |
| 1939 | 1939                                         |                                              | 1.367                                        | 1.367                                        |
| 1946 | 1946                                         |                                              | 1.864                                        | 1.864                                        |
| 1950 | 1950                                         |                                              | 1.968                                        | 1.968                                        |
| 1956 | 1956                                         |                                              | 1.897                                        | 1.897                                        |
| 1961 | 1961                                         |                                              | 1.889                                        | 1.889                                        |
| 1967 | 1967                                         |                                              | 1.907                                        | 1.907                                        |
| 1970 | 1970                                         |                                              | 1.904                                        | 1.904                                        |
| 1980 | 1980                                         |                                              | ?                                            | ?                                            |
| 1990 | 1990                                         |                                              | ?                                            | ?                                            |
| 2000 | 2000                                         |                                              | ?                                            | ?                                            |
| 2011 | 2011                                         |                                              | 2.049                                        | 2.049                                        |
| 2016 | 2016                                         |                                              | 2.065                                        | 2.065                                        |
| 2019 | 2019                                         |                                              | 2.029                                        | 2.029                                        |
| 2024 | 2024                                         |                                              | 2.063                                        | 2.063                                        |
| Datenquelle: Historisches Gemeindeverzeichnis für Hessen: Die Bevölkerung der Gemeinden 1834 bis 1967. Wiesbaden: Hessisches Statistisches Landesamt, 1968. Weitere Quellen: LAGIS; Stadt Michelstadt; Zensus 2011 |                                              |                                              |                                              |                                              |

### Historische Religionsangehörigkeit
1961 wurden 1471 evangelische (= 77,87 %) und 382 katholische (= 20,22 %) Einwohner gezählt.

## Politik
Ortsbeirat
Für Steinbach besteht ein Ortsbezirk (Gebiete der ehemaligen Gemeinde Steinbach) mit Ortsbeirat und Ortsvorsteher, nach Maßgabe der §§ 81 und 82 HGO und des Kommunalwahlgesetzes in der jeweils gültigen Fassung gebildet. Der Ortsbeirat besteht aus sieben Mitgliedern. Bei den Kommunalwahlen in Hessen 2021 betrug die Wahlbeteiligung zum Ortsbeirat Erlenbach 60,59 %. Alle Kandidaten gehörten der Bürgerliste Steinbach an. Der Ortsbeirat wählte Harald Schott zum Ortsvorsteher.

## Verkehr und Infrastruktur
Steinbach liegt an der Bundesstraße 47, der Nibelungenstraße, die von Worms über Bensheim und Lindenfels im Westen zur benachbarten Kernstadt Michelstadt im Osten führt. Der Bahnhof Michelstadt der Odenwaldbahn ist etwa 500 Meter vom Ortskern entfernt. Das Flugfeld des Flugplatzes Michelstadt liegt im Südwesten der Steinbacher Gemarkung.

## Kultur
Kulturdenkmäler
In der Liste der Kulturdenkmäler in Michelstadt  sind für Steinbach 31 Kulturdenkmäler aufgeführt.

## Natur und Schutzgebiete
In der Gemarkung Steinbach befindet sich das Naturschutzgebiet „Steinbacher Teich und Fürstenauer Park“.

## Persönlichkeiten
- Georg Reibold (1893–1967), Polizeipräsident